# Casa Wyck
La casa Wyck, también conocida como la casa Haines o la casa Hans Millan, es una mansión histórica, museo, jardín y granja urbana en el barrio de Germantown de Filadelfia, Pensilvania (Estados Unidos). Fue reconocida como Monumento Histórico Nacional en 1971 por su buen estado de conservación y sus registros documentales, que abarcan nueve generaciones de una sola familia.
Durante la Revolución de las Trece Colonias, fue ocupada por las fuerzas británicas y utilizada como hospital de campaña durante la Batalla de Germantown, en octubre de 1777. Wyck fue el sitio de una de las primeras cervecerías estadounidenses desde 1794 hasta 1801, y luego se convirtió en un lugar de encuentro de científicos y artistas estadounidenses influyentes, incluidos Thomas Say, Charles Lucien Bonaparte, John James Audubon, Thomas Nuttall, William Cooper, William Maclure, Charles Alexandre Lesueur y George Ord. Wyck es la localidad tipo de la Regina septemvittata, descubierta en el segundo piso de la casa por Reuben Haines III y descrita en 1825 por Thomas Say. También es la localidad tipo del gasterópodo terrestre Ventridens suprimir (Say 1829).
La casa fue renovada en 1824 por William Strickland, el famoso arquitecto de estilo neogriego. Al año siguiente, Gilbert du Motier, marqués de Lafayette, volvió a visitar los sitios de la batalla de Germantown y fue recibido en una recepción en Wyck.

## Historia
El primer propietario de Wyck fue Hans Millan (también deletreado Milan), un proveniente de Alemania en 1689 y descendiente de una familia menonita suiza. Su hija, Margaret, se casó con un cuáquero holandés llamado Dirck Jansen, quien prosperó como tejedor de lino en la primera mitad del siglo XVIII. En el momento de su muerte, figuraba como caballero y había anglicanizado su nombre a Dirk Johnson. Su hija, Catherine, se casó con Caspar Wistar, un alemán que se hizo cuáquero y amasó una fortuna considerable como fabricante de botones, vidriero e inversor en tierras.
En la siguiente generación, Margaret Wistar (hija de Catherine y Caspar) se casó con Reuben Haines, un cervecero y comerciante descendiente de ingleses del condado de Burlington, Nueva Jersey. En 1771, Reuben financió la construcción de una carretera (ahora Pennsylvania Route 45 ) desde Sunbury a través de "Woodward Narrows", hasta el sitio moderno de Spring Mill, la primera carretera en lo que ahora es Center County. Los límites modernos del municipio de Penn (formado en 1844) y una parte del municipio de Gregg (formado en 1826) se anexaron de un municipio de Haines más grande (ahora solo 148,6 km2 ) que se estableció antes de que el condado de Center fuera declarado oficialmente en 1800.
Su hijo Caspar Wistar Haines continuó con los negocios familiares y se casó con Hannah Marshall, miembro de otra familia cuáquera. Wyck luego pasó a Reuben Haines III (1786–1831) y su esposa Jane (Bowne) Haines (1792–1843). Después de su muerte, Wyck pasó a manos de su hija menor, Jane Reuben Haines, quien vivió aquí hasta 1911, preservando cuidadosamente la casa, los muebles y los jardines.
Wyck sirvió como casa de verano hasta que Reuben Haines III mudó a su familia a ella como residencia permanente. Poco después de esta mudanza, contrató a su amigo William Strickland para remodelar todo el edificio. Reuben también es responsable del nombre de Wyck, ya que nadie con el apellido Wyck se casó con alguien de la familia. En uno de sus muchos viajes, Reuben se encontró con un boceto del paisaje de Wyck the Seat of Richard Haines esq. Creyendo que Richard Haines era un pariente, Reuben llevó el boceto a su casa y comenzó a llamar a su propia casa Wyck. Más tarde se reveló que la familia de Reuben no tenía conexión con Richard Haines, pero el nombre se mantuvo.
En la octava generación, Jane B. Haines fundó la primera escuela de horticultura para mujeres, la Escuela de Horticultura para Mujeres de Pensilvania, que ahora es Temple Ambler, y un hermano, Caspar, ayudó a diseñar el sistema ferroviario mexicano; mientras que otro, Robert, inventó un calibre para medir el acero en los trenes de laminación.
Los últimos propietarios, Robert B. Haines y su esposa Mary (Troth) Haines, eran fruticultores. Robert patentó un dispositivo para exprimir manzanas y obtener un jugo de sabor más natural. En 1973, después de la muerte de Robert, Mary Haines inició la transferencia de Wyck y sus colecciones privadas, y desde 1978 el sitio ha sido administrado por la Asociación Wyck. Hoy, Wyck se mantiene como una casa museo.

## Arquitectura
Wyck es una casa arquitectónicamente innovadora con una piel antigua. Desde el exterior, parece colonial en planta y diseño con algunos acentos de moda, como el estuco encalado de finales del siglo XVIII.
La casa es en realidad una acumulación de partes del siglo XVIII: el vestíbulo (c. 1700-1720), el salón delantero (1736) y la biblioteca y el comedor (1771-1773), que reemplazó una estructura de troncos (c. 1690).
La casa se ha modificado poco desde 1824, cuando el arquitecto de Filadelfia William Strickland reorganizó drásticamente sus espacios interiores para crear un plan abierto, con énfasis en la luz natural y un jardín interior. Strickland también agregó un conjunto de "puertas plegables", que giran en un ángulo de 90 grados, lo que permite a los propietarios cerrar dos habitaciones con una sola puerta.

## Galería

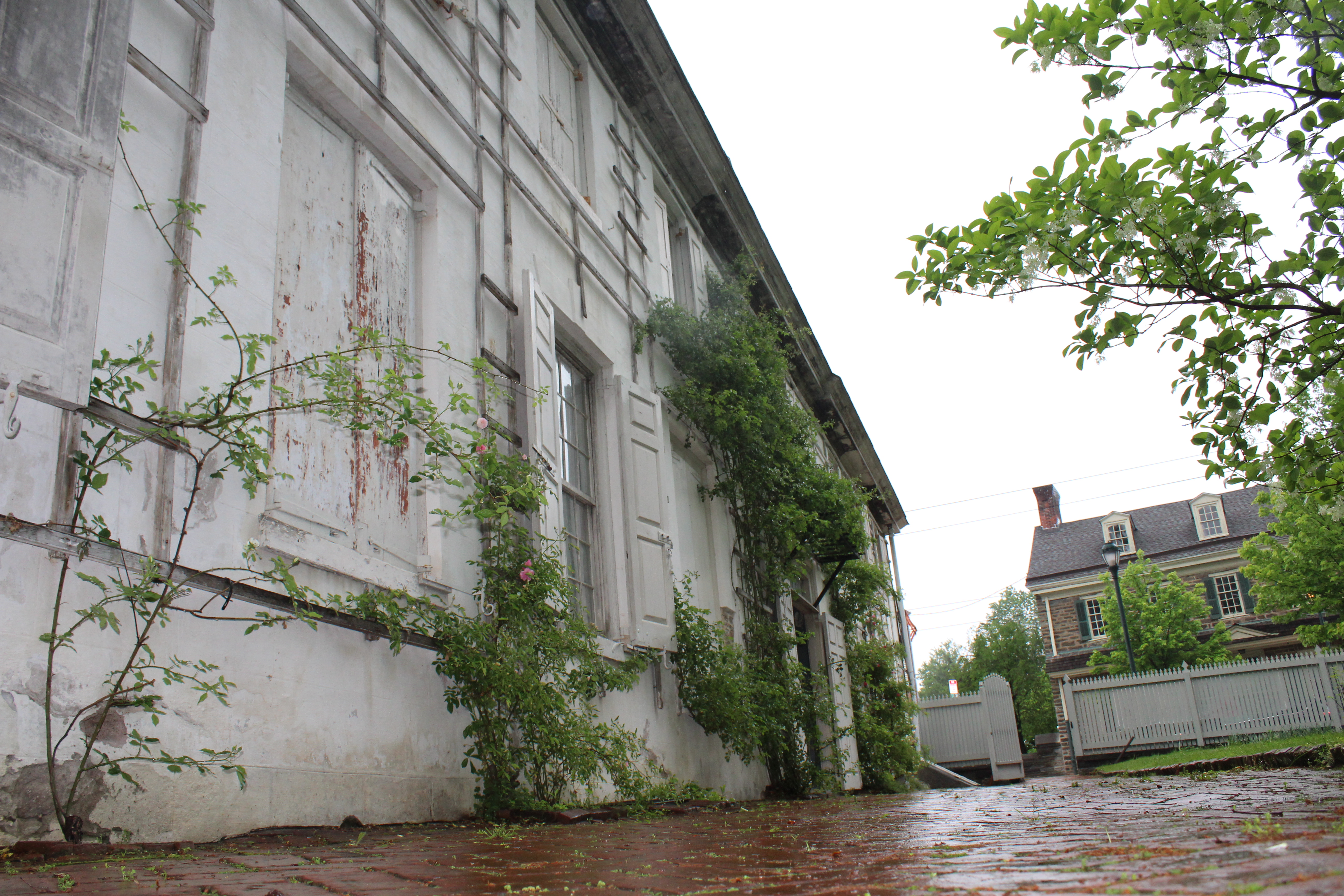
Fotografía digital de la fachada de la casa Wyck, con sus históricas rosas trepando por el enrejado, mirando al noreste hacia Germantown Ave. El edificio al fondo es Green Tree Tavern (6023 Germantown Ave.), construido en 1743.
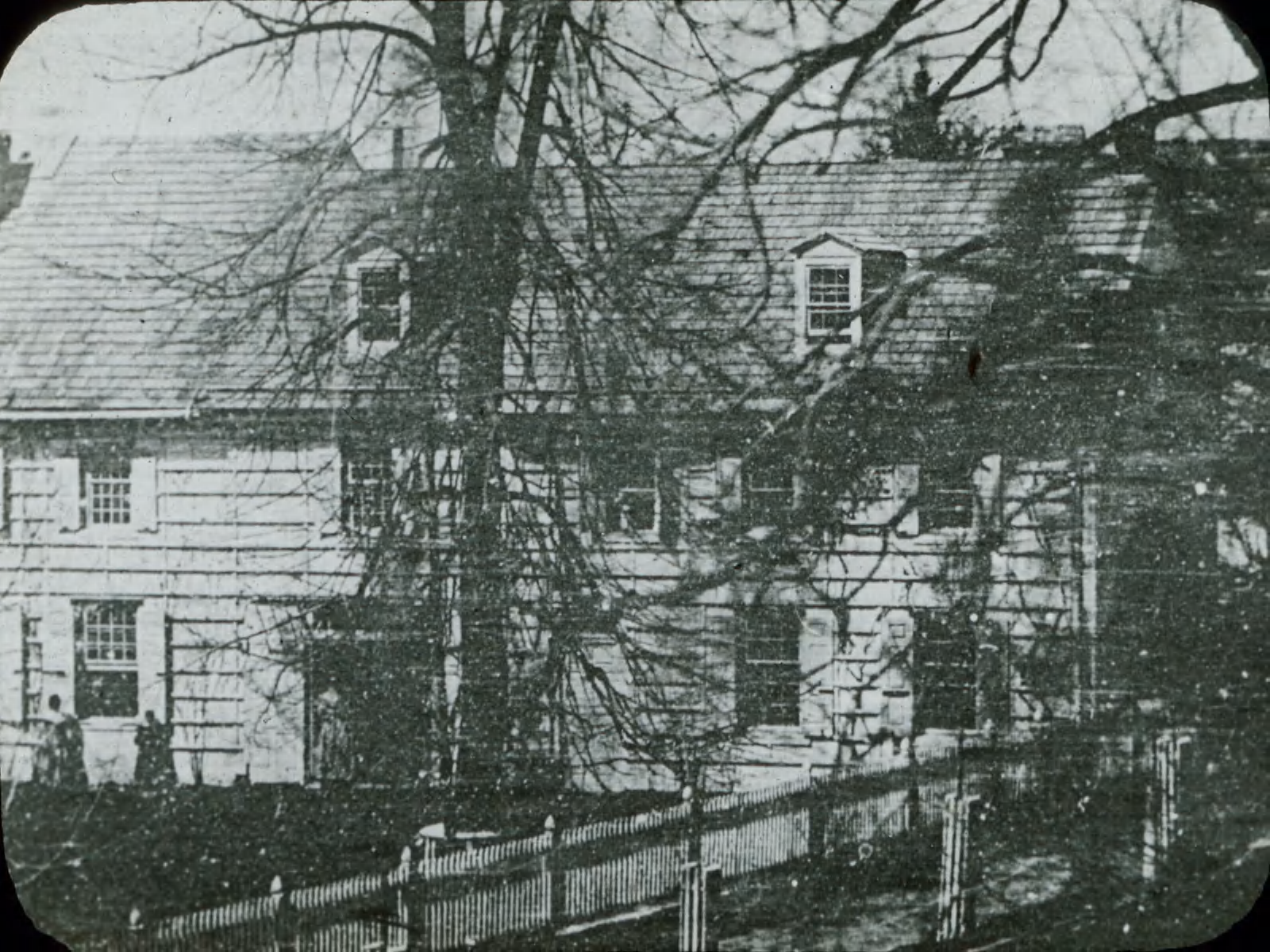
Wyck en marzo de 1840, del daguerrotipo realizado por el Prof. Walter R. Johnson. Imagen transferida a Lantern Slide c.1913 por John G. Bullock (1854-1939). Original en colección de Library Company of Philadelphia .
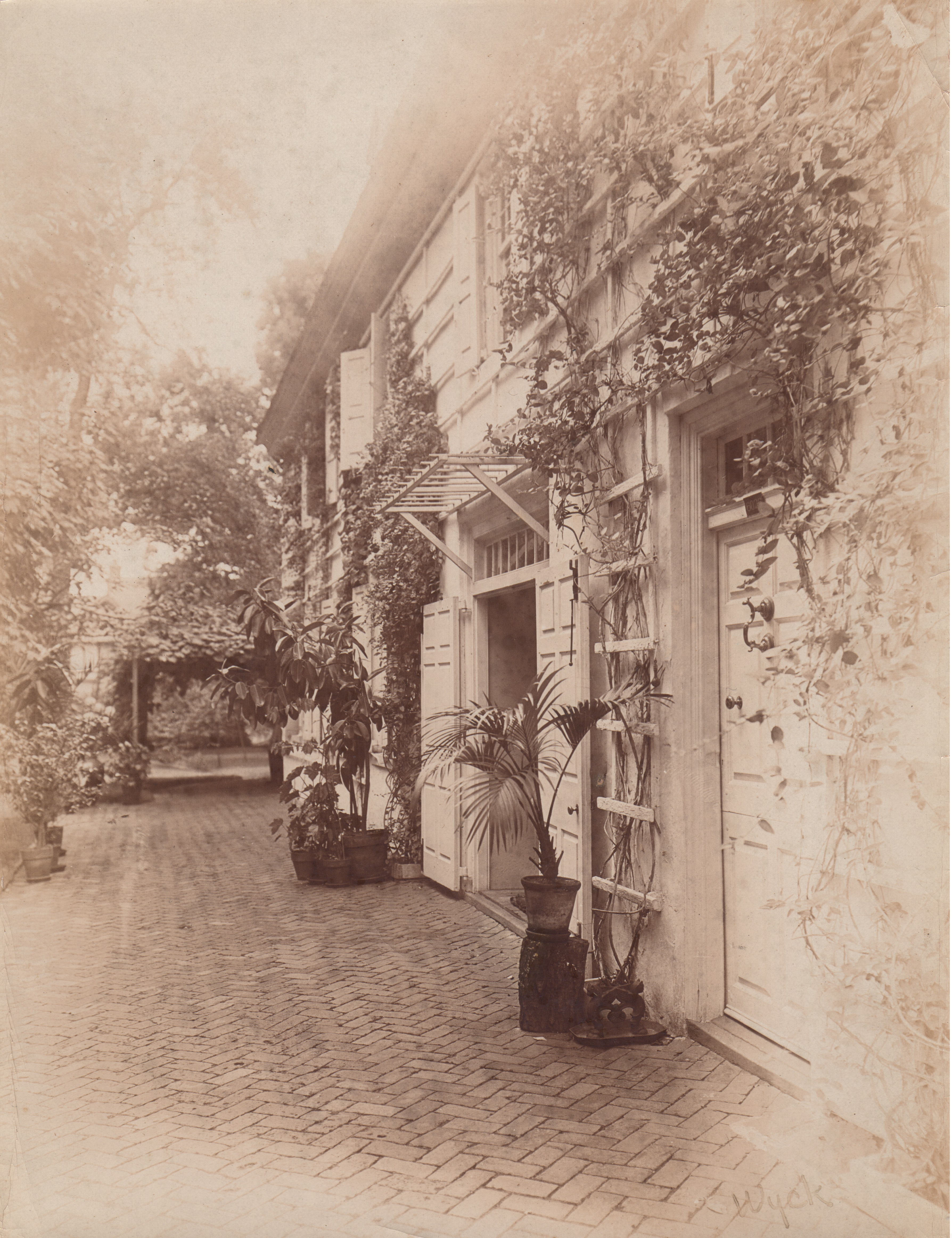
Rosas en el enrejado delantero de Wyck c. 1900, orientada al suroeste.